# Vlag van Melilla

Vlag van Melilla (ratio 2:3)

De vlag van Melilla bestaat uit een lichtblauwe achtergrond met het wapen van Melilla in het midden. De vlag is op 13 maart 1995 in gebruik genomen.